# Colo (Iowa)
Colo ist eine Kleinstadt (mit dem Status „City“) im Story County im US-amerikanischen Bundesstaat Iowa. Im Jahr 2010 hatte Colo 876 Einwohner, deren Zahl sich bis 2013 auf 869 leicht verringerte. Das U.S. Census Bureau hat bei der Volkszählung 2020 eine Einwohnerzahl von 845 ermittelt.
Die Stadt ist Bestandteil der Ames Metropolitan Statistical Area, einer Metropolregion, die sich über das gesamte Gebiet des Story County erstreckt.

## Geografie
Colo liegt im Zentrum Iowas am östlichen Ufer des Dye Creek, der über den Indian Creek, den South Skunk River und den Skunk River zum Stromgebiet des Mississippi gehört.
Die geografischen Koordinaten von Colo sind 42°01′04″ nördlicher Breite und 93°18′55″ westlicher Länge. Die Stadt erstreckt sich über eine Fläche von 2,75 km² und ist die größte Ortschaft innerhalb der New Albany Township.
Nachbarorte von Colo sind Zearing (17,7 km nördlich), St. Anthony (21,6 km nordnordöstlich), Clemons (23,9 km nordöstlich), State Center (13,6 km östlich), Rhodes (21,1 km südöstlich), Collins (13,5 km südlich), Maxwell (22 km südwestlich), Nevada (11,9 km westlich) und McCallsburg (24,5 km nordnordwestlich).
Die nächstgelegenen größeren Städte sind die Twin Cities (Minneapolis und St. Paul) in Minnesota (366 km nördlich), Rochester in Minnesota (312 km nordnordöstlich), Waterloo (133 km nordöstlich), Cedar Rapids (140 km östlich), Iowas frühere Hauptstadt Iowa City (186 km ostsüdöstlich), Iowas Hauptstadt Des Moines (63,8 km südsüdwestlich), Kansas City in Missouri (374 km in der gleichen Richtung), Nebraskas größte Stadt Omaha (286 km westsüdwestlich), Sioux City (308 km westnordwestlich) und South Dakotas größte Stadt Sioux Falls (451 km nordwestlich).

## Verkehr
Der vierspurig ausgebaute U.S. Highway 30 verläuft in West-Ost-Richtung durch den Süden des Stadtgebiets von Colo und kreuzt am südöstlichen Stadtrand den U.S. Highway 65. Im Norden wird das Stadtgebiet vom Iowa Highway 930 begrenzt, der hier ein Teilstück des historischen Lincoln Highway bildet. Alle weiteren Straßen sind untergeordnete Landstraßen, teils unbefestigte Fahrwege sowie innerörtliche Verbindungsstraßen.
Eine vom Mississippi nach Omaha führende Eisenbahnlinie für den Frachtverkehr der Union Pacific Railroad (UP) verläuft in Ost-West-Richtung durch das Zentrum des Stadtgebiets von Colo.
Mit dem Ames Municipal Airport befindet sich 29 km westlich ein kleiner Flugplatz für die Allgemeine Luftfahrt und den Lufttaxiverkehr. Der nächste Verkehrsflughafen ist der 73 km südsüdwestlich gelegene Des Moines International Airport.

## Bevölkerung
Nach der Volkszählung im Jahr 2010 lebten in Colo 876 Menschen in 348 Haushalten. Die Bevölkerungsdichte betrug 318,5 Einwohner pro Quadratkilometer. In den 348 Haushalten lebten statistisch je 2,52 Personen.
Ethnisch betrachtet setzte sich die Bevölkerung zusammen aus 98,6 Prozent Weißen, 0,3 Prozent Afroamerikanern, 0,2 Prozent (zwei Personen) amerikanischen Ureinwohnern sowie 0,3 Prozent aus anderen ethnischen Gruppen; 0,5 Prozent stammten von zwei oder mehr Ethnien ab. Unabhängig von der ethnischen Zugehörigkeit waren 0,9 Prozent der Bevölkerung spanischer oder lateinamerikanischer Abstammung.
26,3 Prozent der Bevölkerung waren unter 18 Jahre alt, 58,9 Prozent waren zwischen 18 und 64 und 14,8 Prozent waren 65 Jahre oder älter. 50,2 Prozent der Bevölkerung waren weiblich.
Das mittlere jährliche Einkommen eines Haushalts lag bei 46.534 USD. Das Pro-Kopf-Einkommen betrug 21.869 USD. 9,0 Prozent der Einwohner lebten unterhalb der Armutsgrenze.